# Viktoria Voltsjkova
Viktoria Jevgenjevna Voltsjkova (Russisch: Виктория Евгеньевна Волчкова) (Sint-Petersburg, 30 juli 1982) is een Russische coach en voormalig kunstschaatsster.

## Persoonlijke records
Behaald tijdens ISU wedstrijden. 
|                     | punten | datum      | toernooi                       |
| ------------------- | ------ | ---------- | ------------------------------ |
| Hoogste totaalscore | 154.16 | 13-11-2004 | Cup of China 2004              |
| Hoogste korte kür   | 57.08  | 18-01-2006 | Europese kampioenschappen 2006 |
| Hoogste lange kür   | 101.02 | 13-11-2004 | Cup of China 2004              |

## Belangrijke resultaten
| Kampioenschap            | 96/97 | 97/98 | 98/99 | 99/00         | 00/01         | 01/02         | 02/03         | 03/04         | 04/05         | 05/06         | 06/07         |
| ------------------------ | ----- | ----- | ----- | ------------- | ------------- | ------------- | ------------- | ------------- | ------------- | ------------- | ------------- |
| Olympische Spelen        |       |       |       |               |               | 9e            |               |               |               |               |               |
| Wereldkampioenschap      |       |       | 10e   | 6e            | 6e            | 7e            | 5e            | 15e           |               |               |               |
| Europees Kampioenschap   |       |       | Brons | Brons         | Brons         | Brons         | 8e            |               |               | 9e            |               |
| Nationaal kampioenschap  | 7e    | 5e    | Brons | Brons         | Zilver        | Brons         | t.z.t.        | 6e            | t.z.t.        | Zilver        | 5e            |
| Junior Grand Prix-finale |       |       | Goud  | geen deelname | geen deelname | geen deelname | geen deelname | geen deelname | geen deelname | geen deelname | geen deelname |
| WK junioren              |       | Brons | Brons | geen deelname | geen deelname | geen deelname | geen deelname | geen deelname | geen deelname | geen deelname | geen deelname |

t.z.t. = trok zich terug